# Kiyonobu Ogasawara
Kiyonobu Ogasawara (小笠原 清信?   16 de julio de 1913 - 5 de junio de 1992)  fue profesor universitario,  experto en Koryū budō (arquería a caballo) de la escuela Ogasawara durante 1926 a 1989, fue director de la escuela Ogasawara y presidente de la Sociedad para la Promoción de las Antiguas Artes Marciales de Japón.

## Trayectoria
Además de dominar el kyūdō y Koryū budō a, tuvo un destacado desempeño como jugador de hockey durante sus años de estudiante. En 1954, fue director de la escuela Ogasawara y se dedicó a la enseñanza en el dojo de Setagaya, Tokio, mientras realizaba exhibiciones de tiro a caballo en varios santuarios. Además, fue profesor de la Facultad de Letras de la Universidad Meiji, especializado en Psicología Educativa, desde 1954 a 1978. Aunque a partir de 1970 cedió el papel principal en las exhibiciones a su hijo mayor, Kiyotada, continuó activo como líder nacional en la preservación y promoción de las artes marciales tradicionales. Ha escrito varios libros sobre etiqueta, arquería y temas relacionados con la educación, como "Introducción a la escuela Ogasawara" y "Kyūdō". En 1984 fue premiado con el reconocimiento Kobudō kōrōsha hyōshō distinguidos en las artes marciales tradicionales